# Rebollar de Peñagolosa
El Rebollar de Peñagolosa (en valenciano Penyagolosa) se encuentra en la provincia de Castellón.

## Descripción

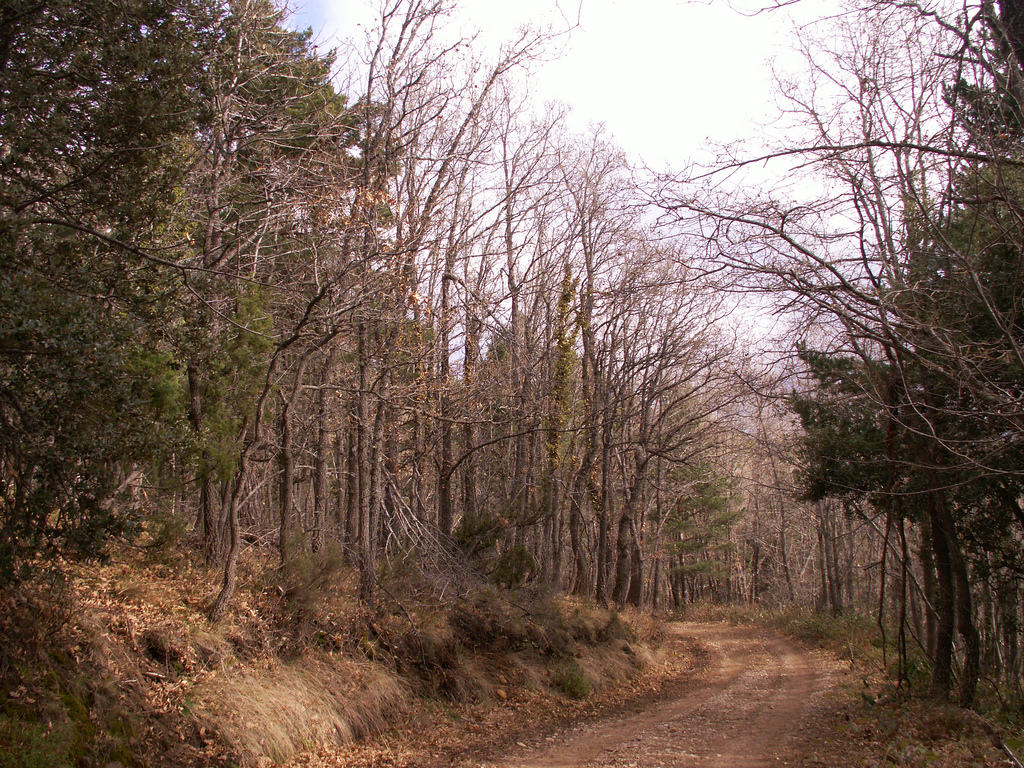
Rebollar de Penyagolosa en invierno

Rodeado de pinos silvestres y rodenos, en compañía de acebos, carrascas y arces, este es el único bosque de Quercus pyrenaica de la provincia de Castellón. Se encuentra justo enfrente del pico, en una ladera de solana con suelo silíceo, accesible por pista forestal (sendero PRV66).

En otoño los tonos ocres de las hojas del roble contrastan con el verde de los pinos y poco a poco cubren el suelo con un manto que permanecerá varios meses y que irá aportando nueva matéria orgánica.

Este rebollar no es muy rico en arbustos, pues sus propios brotes cubren gran parte del suelo, pero podemos encontrar helechos, algunas orquídeas y especies herbáceas singulares. Las zonas degradadas son colonizadas por estepares y brezales, con especies como Cistus populifolius, Cistus laurifolius, Calluna vulgaris, Erica arborea, Erica scoparia y Pteridium aquilinum.